# تولير
تولير (بالإنجليزية: Tulir)‏ هي مستوطنة تقع في قسم اجارود الغربي الريفي في إيران. يقدر عدد سكانها بـ 119 نسمة .